# Оптическая среда
Оптическая среда — материал, через который распространяются электромагнитные волны, одна из форм среды передачи. Диэлектрическая и магнитная проницаемость среды определяют, как в ней распространяются электромагнитные волны. Среда имеет внутренний импеданс, определяемый как 
{\displaystyle \eta ={E_{x} \over H_{y}}}
где {\displaystyle E_{x}} и {\displaystyle H_{y}} — электрическое и магнитное поле соответственно. В области без электрической проводимости выражение упрощается до: 
{\displaystyle \eta ={\sqrt {\mu  \over \varepsilon }}\ .}
Например, в свободном пространстве внутренний импеданс называется характеристическим импедансом вакуума, обозначается Z0, и 
{\displaystyle Z_{0}={\sqrt {\mu _{0} \over \varepsilon _{0}}}\ .}
Волны распространяются в среде со скоростью {\displaystyle c_{w}=\nu \lambda }, где {\displaystyle \nu } это частота и {\displaystyle \lambda } это длина волны электромагнитных волн. Это уравнение также можно записать в виде 
{\displaystyle c_{w}={\omega  \over k}\ ,}
где {\displaystyle \omega } — угловая частота волны и {\displaystyle k} — волновое число волны. В электротехнике символ {\displaystyle \beta } называется фазовой постоянной и часто используется вместо {\displaystyle k} , 
Скорость распространения электромагнитных волн в свободном пространстве, идеализированном стандартном эталонном состоянии, условно обозначается через c0:
{\displaystyle c_{0}={1 \over {\sqrt {\varepsilon _{0}\mu _{0}}}}\ ,}
где {\displaystyle \varepsilon _{0}} — электрическая постоянная;{\displaystyle ~\mu _{0}\ }— магнитная постоянная.
Для общего введения, см. Serway. Для обсуждения синтетических сред см. Joannopoulus.

## Типы оптических сред
1. Однородная среда
2. Гетерогенная среда
3. Прозрачная среда
4. Полупрозрачная среда
5. Непрозрачное тело